# عبد الله عزام
عبد الله يوسف عزام (1360 هـ - 24 ربيع الآخر 1410هـ) هو داعية ومقاتل فلسطيني، من قادة المجاهدين العرب في أفغانستان ضد الاتحاد السوفييتي، يوصف بأنه رائد الجهاد الأفغاني ومن أعلام جماعة الإخوان المسلمين. ولد في السيلة الحارثية بفلسطين، وأنهى دراسته الابتدائية والثانوية في قريته، ثم واصل تعليمه بكلية خضوري الزراعية ونال منها الدبلوم بدرجة «امتياز»، ثم عمل في سلك التعليم، وواصل طلبه للعلم الشرعي حتى انتسب إلى كلية الشريعة في جامعة دمشق، ونال منها شهادة الليسانس في الشريعة بتقدير «جيد جدا» عام 1386 هـ، أنضم إلى جماعة الإخوان المسلمين بعد أن تأثر بشفيق أسعد عبد الهادي وهو مدرس مسن كان عضوا في جماعة الإخوان المسلمين وأعطاه تعليمًا دينيًا وقدمه للعديد من قادة الإخوان المسلمين في فلسطين إدراكًا لعقله الحاد. ثم أصبح أكثر اهتمامًا بالدراسات الإسلامية وأنشأ مجموعة دراسية في قريته. ثم قدمه شفيق أسعد إلى محمد عبد الرحمن خليفة المراقب العام لجماعة الإخوان المسلمين في الأردن. التقى خليفة بعزام خلال عدة زيارات قام بها إلى سيلة الحارثية. خلال هذا الجزء من حياته بدأ عزام في قراءة أعمال حسن البنا وسيد قطب وغيرهم من كتابات الإخوان المسلمين.
بعد احتلال الضفة الغربية عام 1967م عاد إلى فلسطين وانتسب إلى الأزهر فحصل على شهادة الماجستير في أصول الفقه عام 1389 هـ بتقدير «جيد جداً» وعاد سنة 1390 هـ إلى الأردن ليعمل مدرساً في كلية الشريعة بعمان، وبعث من قبل الكلية إلى الأزهر للحصول على شهادة الدكتوراه في أصول الفقه حيث حصل عليها سنة 1393 هـ.
وفي عام 1400 هـ صدر قرار الحاكم العسكري الأردني بفصلهِ من عملهِ في الكلية، فانتقل إلى السعودية للتدريس في جامعة الملك عبد العزيز بجدة. ولقد أعير سنة 1401 هـ إلى الجامعة الإسلامية الدولية بإسلام آباد للتدريس حسب طلبه ليكون قريباً من الجهاد الأفغاني، وبعد انتهاء مدة الإعارة رفضت جامعة الملك عبد العزيز تجديد العقد، فقدم عزام استقالته وتعاقد مع الرابطة عام 1406 هـ.
بدأ الشيخ في العمل الجهادي مع المجاهدين الأفغان عام 1402 هـ، وقد قام عام 1404 هـ بتأسيس «مكتب الخدمات». ثم قد قدم استقالته من الجامعة الإسلامية بإسلام آباد، وتفرغ للعمل الجهادي وحث الأمة. وفي 24 ربيع الآخر 1410هـ وبينما كان الشيخ في طريقه إلى مسجد «سبع الليل» في بيشاور لإلقاء خطبة الجمعة مرت سيارته من فوق لغم فقتل.

## النشأة

### عائلته
ولد عبد الله عزام سنة 1941 في قرية سيلة الحارثية في لواء جنين الواقعة شمال وسط فلسطين - وكانت لا تزال تحت الانتداب البريطاني - في حي اسمه حارة الشواهنة واسم والده الحاج يوسف مصطفى عزام. ولقد تلقى عبد الله عزام العلوم الابتدائية والإعدادية في مدرسة القرية، وبدأ دراسته الثانوية في مدرسة جنين الثانوية ولم يمكث فيها طويلًا حيث قُبِل للدراسة في مدرسة خضوري الزراعية الثانوية في مدينة طولكرم، وحصل على شهادتها بدرجة امتياز عام 1959. ثم انتسب إلى كلية الشريعة في جامعة دمشق ونال منها شهادة الليسانس في الشريعة بتقدير جيد جداً عام 1966م. وفي سنة 1965م تزوج عبد الله عزام وأنجب خمسة ذكور هم: إبراهيم (قُتِل مع والده وعمره 20 سنة) وحذيفة ومحمد (قُتِل أيضاً مع والده وعمره 16 سنة) وحمزة ومصعب. وثلاث إناث هن: فاطمة وهي دكتورة بجامعة القصيم بقسم شريعة تخصص أصول فقه ووفاء وهي دكتورة بجامعة القصيم بقسم الدراسات بتخصص تفسير وسمية.

### دراسته
في عام 1390هـ الموافق عام 1970م قرر الانتساب إلى جامعة الأزهر في مصر حيث حصل على شهادة الماجستير في أصول الفقه، ثم عين محاضراً في كلية الشريعة بالجامعة الأردنية بعمان في عام 1391هـ الموافق عام1971م. ثم أوفد إلى القاهرة لنيل شهادة الدكتوراه فحصل عليها في أصول الفقه بمرتبة الشرف الأولى عام 1393هـ الموافق عام 1973م فعمل مدرساً بالجامعة الأردنية (كلية الشريعة) لغاية عام 1400هـ الموافق عام 1980م ثم انتقل للعمل في جامعة الملك عبد العزيز في جدة وبعدها عمل في الجامعة الإسلامية العالمية في إسلام أباد في باكستان ثم قدم استقالته منها وتفرغ للجهاد في أفغانستان.

## العمل المسلح
بعد سقوط الضفة الغربية عام 1967م التحق بكتائب ما يعرف المجاهدين التي شكلها الإخوان المسلمون وكانت قواعدها في الأردن حيث اشترك في بعض العمليات العسكرية ضد اليهود على أرض فلسطين ومنها معركة المشروع أو الحزام الأخضر وقد حصلت هذه المعركة في منطقة الغور الشمالي وكانت نتائجها شديدة على اليهود كما أشرف على عمليات عسكرية في معركة الخامس من حزيران عام 1967م. وبعد أيلول الأسود في عام 1970م توقفت عمليات الجهاد الفلسطيني وأرسل الشيخ في بعثة إلى جامع الأزهر للحصول على الدكتوراة وهناك التقى بآل قطب.[بحاجة لمصدر]
غادر في عام 1981م الشيخ إلى السعودية للعمل في جامعة الملك عبد العزيز. ومنها انتدب للعمل في الجامعة الإسلامية العالمية إسلام أباد بطلب منه، وفي عام 1984م أسس مكتب الخدمات في أفغانستان الذي استقطب معظم المجاهدين العرب القادمين إلى أفغانستان، ولا يزال المكتب قائماً إلى اليوم، ولقد كان له دور مهم في مسيرة الجهاد إذ كان حلقة اتصال بين المجاهدين الأفغان والمؤيدين لهم في البلدان العربية، كما أشرف على عمليات واسعة لتقديم الخدمات والمساعدات المختلفة من تعليمية وصحية وغيرها للأفغان وأهليهم، وأسس مجلة رسالة الجهاد لتكون منبراً إعلامياً شهرياً لنشر أخبار الجهاد وكذلك نشرة لهيب المعركة وهي أسبوعية تتناول آخر الأحداث المستجدة على الساحة الأفغانية.[بحاجة لمصدر]
خاض معارك كثيرة ضد الروس كان من أشدها وأشرسها معركة جاجي في شهر رمضان عام 1408هـ الموافق عام 1987م وكان في معيته عدد من المجاهدين العرب، وتولى فيما بعد منصب أمير مكتب خدمات المجاهدين في أفغانستان. أسهم في تدوين وقائع الجهاد الأفغاني من خلال مقالاته الافتتاحية في مجلة الجهاد ونشرة لهيب المعركة. عمل على توحيد صفوف قادة المجاهدين والتوفيق بينهم منعاً للفرقة والاختلاف.

### الخلاف مع أسامة بن لادن وأيمن الظواهري

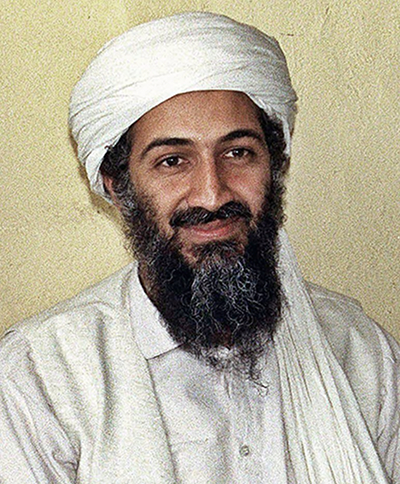
أسامة بن لادن أحد المجاهدين الأفغان العرب.

لدى خروج السوفييت من أفغانستان قيل إنه دبت الخلافات والنزاعات بين الفصائل الجهادية الأفغانية. كان عزام - على عكس أسامة بن لادن - يصر على عدم التدخل في تلك الصدامات والانحياز إلى طرف دون آخر. كما ظهرت خلافات شديدة بين أيمن الظواهري وعبد الله عزام الذي ارتأى أن سياسة كهذه ستؤدي إلى شق وحدة الصف الإسلامي.
بحسب الإشاعات فقد اشتدت الخلافات بين قادة الجهاد في أفغانستان حول الخطوة التالية بعد الانتهاء من تحرير أفغانستان، ففيما كان أيمن الظواهري وأسامة بن لادن يعتقدان أن الحكومات العربية والولايات المتحدة الأمريكية يجب أن تكون الهدف التالي كان عبد الله عزام يعتقد أن فلسطين يجب أن تكون قبلة المجاهدين المسلمين، وقد بدأ عزام بالفعل بالإعداد لذلك من خلال البدء بتدريب عناصر في أفغانستان وباكستان استعدادًا لإرسالهم إلى فلسطين للمقاتلة مع حماس، إلا أن اغتياله حال دون وقوع ذلك، وهذا ما يجعل بعض المراقبين يعتقدون بأن الظواهري أو إسرائيل أو كليهما معاً قد يكونان ضالعين في اغتياله، إلا أن نجله حذيفة وزوجته يستبعدان أن يصل الأمر بالظواهري للمشاركة في قتله على الرغم من تأكيدهم على وجود عناصر باكستانية وعربية أفغانية مشاركة في ذلك.[بحاجة لمصدر]
شهد الأردني همام خليل البلوي المعروف بأبو دجانة الخراساني الذي كان عميلاً مزدوجاً أن المسؤول عن عملية الاغتيال حسب اعتراف عضو المخابرات الأردنية المسؤول عنه هو علي بورجاق
يعتقد أن هذه الخلافات مجرد شائعات أطلقها بعض من له مصالح معينة في إظهار خلاف المجاهدين في أفغانستان ويرى البعض أنه قد يكون هناك بعض الخلافات بين
المجاهدين وتحديداً بين عزام من جهة والظواهري وبن لادن من جهة أخرى إلا أن هذه الخلافات لم ترقَ يوماً لما يشاع.

## اغتياله
استمر عبد الله عزام في نشاطه حتى قُتِل مع ولديه محمد وإبراهيم في باكستان وهو متجه إلى مسجد سبع الليل الذي خصصته جمعية الهلال الأحمر الكويتي للمجاهدين العرب، إذ كانت الخطب في المساجد الأفغانية بلغة الأردو. فحضر لإلقاء خطبته يوم الجمعة بتاريخ 25 ربيع الآخر عام 1410هـ الموافق 24 نوفمبر عام 1989م وانفجرت به سيارته التي لغمها له أعداؤه - الذين لم تثبت هويتهم إلى اليوم - ودفن يوم وفاته في باكستان وفتح باب العزاء له في قرية قم بالأردن حتى أن شيخ عشيرة العزام في الأردن إبراهيم ناجي باشا العزام تقبل التعازي به من الملك الحسين بن طلال حيث كان يومها القتال في أفغانستان غير مستنكر في النظام السياسي العربي.

## من مؤلفاته
- الإسلام ومستقبل البشرية.
- إلحق بالقافلة.
- حكم العمل في جماعة.
- الأمر بالمعروف والنهي عن المنكر.
- حماس: الجذور التأريخية والميثاق.
- السرطان الأحمر.
- العقيدة وأثرها في بناء الجيل.
- عبر وبصائر للجهاد في العصر الحاضر
- المنارة المفقودة.
- في الجهاد آداب وأحكام.
- جريمة قتل النفس المؤمنة.
- بشائر النصر.
- كلمات على خط النار الأول.
- دلالة الكتاب والسنة على الأحكام من حيث البيان. (رسالة دكتوراه نوقشت في الأزهر).
- آيات الرحمن في جهاد الأفغان.

## من أقواله
- لا يمكن للمجتمع الإسلامي أن يقوم بدون حركة إسلامية تشب على نار المحنة وينضج أفرادها على حرارة الابتلاء، وهذه الحركة تمثل الصاعق الذي يفجر طاقات الأمة، ويقوم جهاد طويل تمثل فيه الحركة الإسلامية دور القيادة والريادة والإمامة والإرشاد، ومن خلال الجهاد الطويل تتميز مقادير الناس وتبرز طاقاتهم وتتحدد مقاماتهم، وتتقدم قادتهم لتوجه المسيرة وتمسك بالزمام، وهؤلاء بعد طول المعاناة يمكن الله لهم في الأرض ويجعلهم ستارا لقدره وأداة لنصرة دينه. وإن حمل السلاح قبل التربية الطويلة للعصبة المؤمنة يعتبر أمراً خطيراً لأن حملة السلاح سيتحولون إلى عصابات تهدد أمن الناس وتقض عليهم مضاجعهم.[11]
- إن شجرة المادية بفرعيها الغربي النفعي العلماني، والشرقي الإلحادي تتآكل اليوم وينخر بها السوس من كل طرف وجزء من كيانها.[12]

## قالوا عنه
- قال عنه الأستاذ حيدر مصطفى: «عندما يتكلم عزام فإنه يظهر بطبيعة قوية كطبيعة الموج في المد المرتفع، فليس في داخله إلا قلب غير هياب، إن قانونه هو الثبات والاستقرار والتوازن، ويجتهد أن يحكم على نفسه ولا يعبأ بأحكام الدنيا، ويقينه أن اللذة ليست في الراحة والفراغ، وإنما في مواصلة الجهاد، وإقامة دين الله على الأرض في التعب والكدح والمشقة».
- قال مهند الشرعة: «عبد الله عزام رمز الثورة الإسلامية السنيّة وعلى شباب المسلمين الاقتداء به بدل جيفارا».
- قال أحمد نبيل الشاذلي أحد أعضاء جماعة الاخوان المسلمين «الدكتور عبد الله عزام يعد مثل اعلى للشباب المسلم».

## وصلات خارجية
- صفحته على موقع طريق الإسلام.
- كتب عبد الله عزام، موقع عبد الله عزام
- لقاء خاص: عبد الله عزام شهادة عن قرب، العربية نت، 28 يوليو 2005
- عبد الله عزام، برنامج تحت المجهر، قناة الجزيرة: جزء 1، 20 فبراير 2003 - جزء 2، 27 فبراير 2003